# Buzkashi

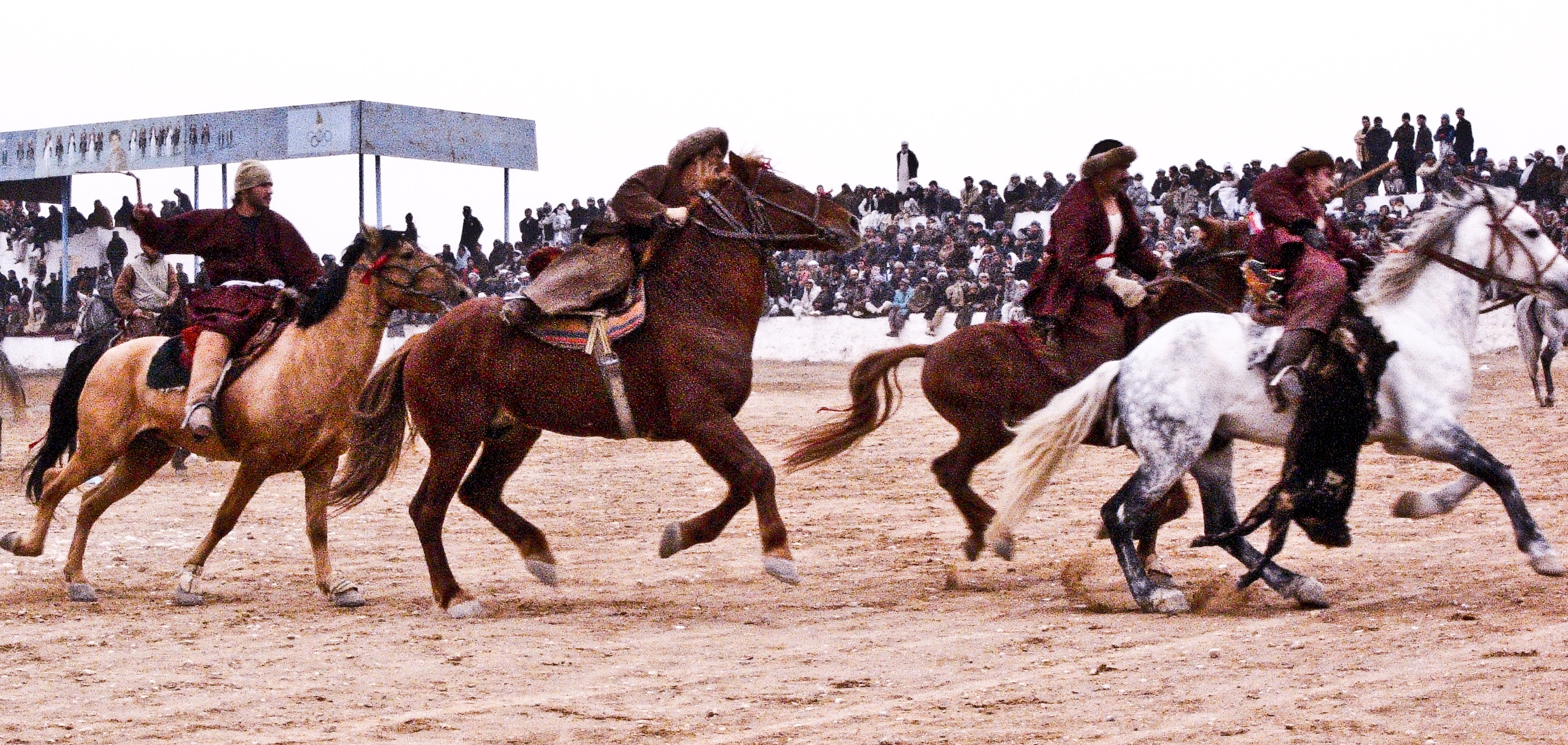
Encuentro de buzkashi.

El buzkashi (en persa: بزکشی‎, lit. 'atrapa la cabra'), también llamado kokpar kupkari, y ulak tartysh es una actividad ecuestre practicada en Asia Central y Medio Oriente (en Afganistán, Uzbekistán, Turkmenistán, Kirguistán, Tayikistán, Mongolia y Kazajistán). En Afganistán está considerada deporte nacional. Se originó probablemente en la zona de Uzbekistán.[cita requerida]
Durante el primer régimen talibán (hasta 2001) la práctica de este juego estuvo prohibida, es por esa razón que durante el colapso del régimen volvió a practicarse todos los viernes en Kabul. Sin embargo, tras la vuelta al poder de éstos (en 2021), el deporte fue prohibido nuevamente.

## Naturaleza del juego
Consiste en dos equipos de chapandoz, o jinetes, en un campo de aproximadamente dos kilómetros de longitud. Los jugadores de cada equipo no se diferencian en el color de su camiseta, sino que parecen conocerse. El objetivo del juego es conducir el boz, que es el cuerpo de una cabra sin cabeza y sin extremidades, desde un extremo del campo al otro. Los integrantes de ambos equipos pugnan para llevarse el cuerpo de la cabra al centro del terreno de juego.
Es un juego muy violento, ya que no tiene unas reglas definidas y los jinetes terminan envueltos en verdaderas batallas sangrientas. Tampoco hay árbitros, por lo que el resultado depende solo de los jugadores. Para el jinete la recompensa es el prestigio que puede tener ante el resto de sus pares. Los capitanes, denominados "chapandaz", con turbantes y barbas negras, llegan a la cancha con fusiles Kalashnikov al hombro y guardaespaldas y se dan la mano antes de empezar el partido.

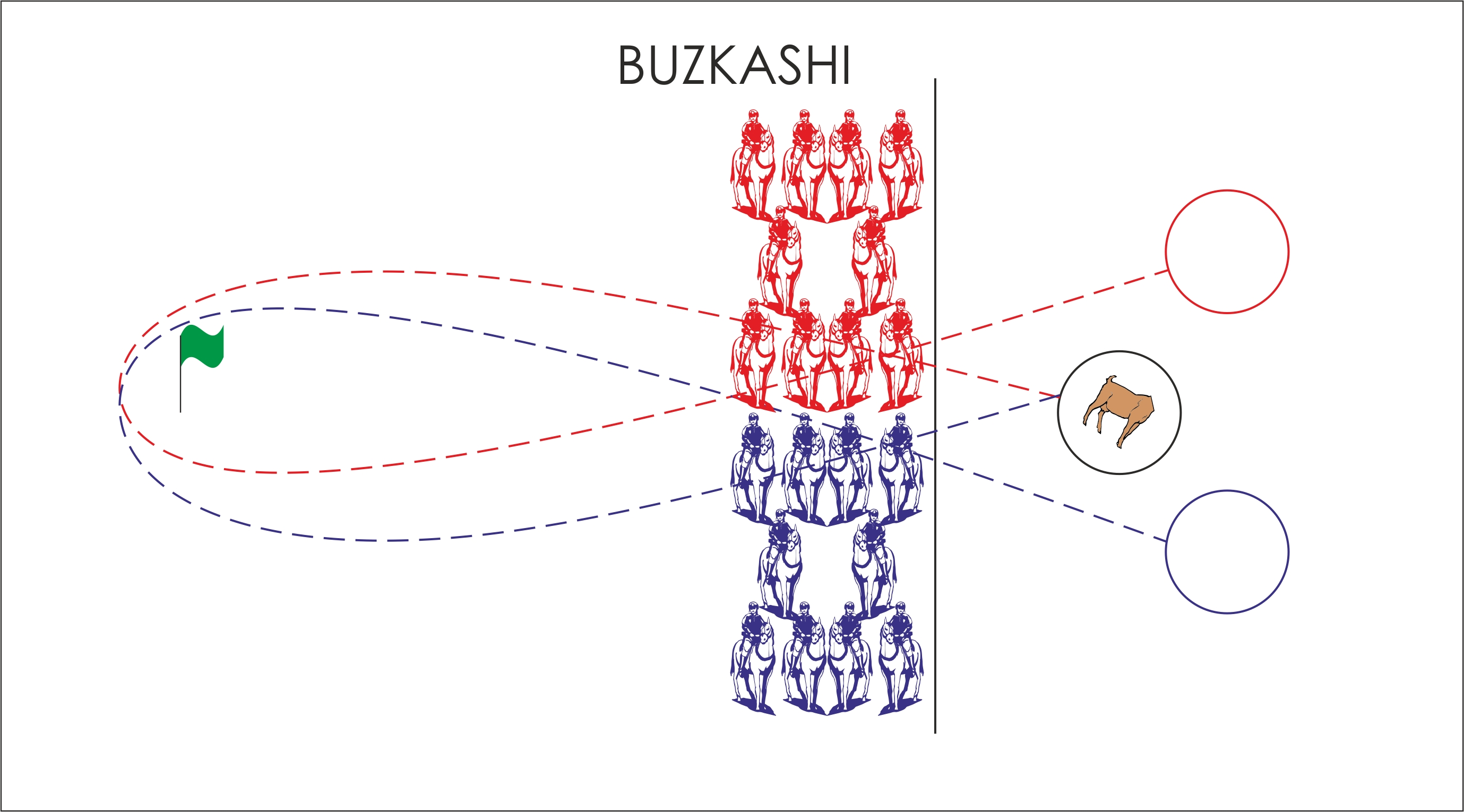
Representación gráfica del desarrollo del buzkashi.

## Deportes similares
En Argentina se practica un juego similar, pero menos violento: el pato; es considerado deporte nacional de Argentina. En sus orígenes era violento por no tener reglas, y se jugaba con un pato muerto (de allí su nombre).
El Kok-boru es una variante del mismo juego en Asia Central, y se encuentra enlistado como uno de los Juegos Nómades Mundiales.
En Europa se juega el horseball, un deporte casi idéntico al pato.